# Ruisseau Milot (rivière Savard)
Pour les articles homonymes, voir Milot.
Le ruisseau Milot est un affluent de la rivière Mistassibi, coulant dans le territoire non organisé de Passes-Dangereuses, dans la municipalité régionale de comté (MRC) de Maria-Chapdelaine, dans la région administrative de Saguenay–Lac-Saint-Jean, dans la province de Québec, au Canada,,.
La vallée du ruisseau Milot est desservie par le chemin Alliance lequel se connecte vers le nord à la route forestière R0257 (sens nord-sud) et la route forestière R0255 (sens nord-sud) pour les besoins de la foresterie et des activités récréotouristiques.
La foresterie constitue la principale activité économique du secteur ; les activités récréotouristiques sont accessoires considérant l’éloignement géographique et le manque de routes d’accès.
La surface du ruisseau Milot est habituellement gelée de la fin novembre au début avril, toutefois la circulation sécuritaire sur la glace se fait généralement de la mi-décembre à la fin mars.

## Géographie
Les principaux bassins versants voisins du ruisseau Milot sont :
- côté nord : Petit lac Bellemare, lac Bellemare, lac Malfait, rivière Mistassibi, rivière aux Oiseaux, lac Connelly ;
- côté est : lac Savard, rivière Savard, Petite rivière Péribonka, lac des Cyprès, lac Ameau ;
- côté sud : Pet lac Taillon, rivière Savard, ruisseau Taillon, rivière Mistassini, rivière Mistassibi, rivière du Dépôt ;
- côté ouest : rivière Mistassibi, lac Boisvert, rivière de l'Écluse, lac aux Rats, rivière aux Rats[2].

Le ruisseau Milot prend sa source à l’embouchure du lac non identifié (longueur : 0,13 km ; altitude : 279 m), situé entre le lac Connelly et le lac Caché. L’embouchure de ce lac de tête est située à :
- 1,2 km au sud-ouest du lac Connelly ;
- 1,9 km à l’est de la route forestière R0257 ;
- 3,8 km à l’est du lac Malfait ;
- 10,7 km à l’est de la rivière Mistassibi ;
- 14,2 km au nord de la confluence du ruisseau Milot et de la rivière Savard ;
- 17,3 km au nord de l’embouchure de la rivière Savard[2].

À partir de sa source, le ruisseau Milot coule sur 12 km vers le sud-ouest entièrement en zone forestière sur un dénivelé de 89 m, selon les segments suivants :
- 6,6 km vers le Sud-est, le sud dans une vallée encaissée, puis le sud-ouest en traversant un lac non identifié (longueur : 1,1 km ; altitude : 202 m) formé par l’élargissement de la rivière, jusqu’à l’embouchure de lac. Note : la route forestière R0257 coupe la partie sud-ouest du lac ;
- 3,1 km vers le Sud-ouest notamment en traversant le lac Milot (longueur : 2,8 km ; altitude : 202 m) formé par l’élargissement de la rivière, jusqu’à son embouchure située au sud ;
- 2,9 km vers le sud dans une vallée encaissée notamment en traversant sur 0,6 km un premier lac non identifié, puis sur 0,4 km un second lac non identifié, jusqu’à la décharge (venant de l’est) d’un ensemble de lacs ;
- 3,3 km vers le sud en traversant un lac non identifié (longueur : 0,6 km ; altitude : 193 m) formé par l’élargissement de la rivière, jusqu’à de la rivière Perron (venant du nord-ouest) ;
- 1,8 km vers le sud-est en formant de petits serpentins jusqu’à un ruisseau (venant du nord-est) ;
- 2,3 km vers le sud-est en formant de petits serpentins jusqu’à son embouchure[2].

Le ruisseau Milot se déverse sur la rive nord-ouest de la rivière Savard. Cette confluence est située à :
- 3,3 km au sud-ouest de la route forestière R0257 ;
- 3,4 km au nord-est de la confluence de la rivière Savard et de la rivière Mistassibi ;
- 6,8 km au sud-ouest du lac Savard ;
- 35,1 km au nord de l’embouchure de la rivière Mistassibi (confluence avec la rivière Mistassini) ;
- 55,6 km au nord de l’embouchure de la rivière Mistassini (confluence avec le lac Saint-Jean)[5],[2].

À partir de l’embouchure du ruisseau Milot, le courant descend le cours de la rivière Savard sur 6,1 km vers le sud-ouest, le cours de la rivière Mistassibi sur 26,4 km vers le sud et le cours de la rivière Mistassini sur 22,7 km vers le sud-ouest. À l’embouchure de cette dernière, le courant traverse le lac Saint-Jean sur 42,7 km vers l’est, puis emprunte le cours de la rivière Saguenay vers l’est sur 155 km jusqu'à la hauteur de Tadoussac où il conflue avec le fleuve Saint-Laurent.

## Toponymie
Le terme « Milot » constitue un patronyme de famille d’origine française.
Le toponyme de « ruisseau Milot » a été officialisé le 5 décembre 1968 à la Banque des noms de lieux de la Commission de toponymie du Québec.